# Linda Vista II
Linda Vista II är en ort i Mexiko.   Den ligger i kommunen Huehuetla och delstaten Hidalgo, i den sydöstra delen av landet, 150 km nordost om huvudstaden Mexico City. Linda Vista II ligger 1 224 meter över havet och antalet invånare är 119.
Terrängen runt Linda Vista II är bergig åt sydväst, men åt nordost är den kuperad. Runt Linda Vista II är det ganska tätbefolkat, med 192 invånare per kvadratkilometer. Närmaste större samhälle är Xicotepec de Juárez, 18,8 km sydost om Linda Vista II. Omgivningarna runt Linda Vista II är en mosaik av jordbruksmark och naturlig växtlighet.